# Magna (Utah)
Magna – jednostka osadnicza w Stanach Zjednoczonych, w stanie Utah, w hrabstwie Salt Lake.